# Michałowice (powiat kłodzki)
Michałowice (niem. Michaelsthal) – wieś w Polsce położona w województwie dolnośląskim, w powiecie kłodzkim, w gminie Międzylesie.

## Położenie
Niewielka wieś leżąca w Rowie Górnej Nysy, na wysokości około 450 m n.p.m., pomiędzy Goworowem na południu i Gajnikiem na północy. Wieś ma ciekawe położenie: roztaczają się stąd widoki na Masyw Śnieżnika i Góry Bystrzyckie. Michałowice zajmują obszar 152 ha, w tym: 137 ha stanowią użytki rolne, a 4 ha lasy.

## Historyczny podział administracyjny
W latach 1975–1998 miejscowość należała administracyjnie do województwa wałbrzyskiego.

## Historia
Michałowice należą do najmłodszych wsi na ziemi kłodzkiej. Powstały dopiero w 2 połowie XVIII w. w okresie gwałtownego rozwoju tkactwa chałupniczego w okolicach Międzylesia. Ich założycielem był hr. Michael Otton von Althann. Kolonizacja wsi miała miejsce w 1770 r. Nowa osada otrzymała niemiecką nazwę Michaelsthal od imienia założyciela, który podarował teren pod jej budowę. Natomiast król Prus przyznał 150 talarów na zagrodę w celu sprowadzenia kolonistów oraz 3 lata wolnizny. W 1782 r. było tu już 33 zagrodników, w tym 13 rzemieślników, głównie tkaczy chałupników. W 1840 r. wieś nie była dużo większa, liczyła bowiem 35 budynków. Prawie wszyscy jej mieszkańcy utrzymywali się z tkactwa chałupniczego. Działało 14 warsztatów bawełnianych i 18 lnianych, istniała także gorzelnia. Przyczyn jej słabego rozwoju możemy upatrywać w braku gruntów. Do dziś zachował się pierwotny układ działek kolonistów w postaci długich pasów pól, ciągnących się w kierunku Masywu Śnieżnika. W 1945 w wyniku II wojny światowej wszyscy mieszkańcy zostali przesiedleni do Niemiec (około 165 osób), a na ich miejsce przybyli ze wschodu Polacy. Wieś została przemianowana z Michaelsthal na Michałowice. Po wojnie wieś zamieszkiwało 157 mieszkańców., jednak widoczny był dalszy odpływ mieszkańców. Obecnie (III 2011 r.) mieszka w niej tylko 61 mieszkańców.